# پرتو شیمی
پرتو شیمی زیرمجموعه شیمی هسته‌ای است که به بررسی اثرات شیمیایی تابش بر ماده می‌پردازد. این رشته با رادیوشیمی بسیار متفاوت است زیرا هیچ‌گونه رادیواکتیویته در ماده ای که توسط تابش شیمیایی تغییر می‌یابد، وجود ندارد. به عنوان مثال تبدیل آب به هیدروژن و پراکسید هیدروژن.

## فعل و انفعالات تابش با ماده
با تابش پرتوهای یونیزه کننده در ماده، انرژی آن از طریق برهم کنش با الکترونهای جذب کننده رسوب می‌شود.